# Aspidosperma glaucum
Aspidosperma glaucum är en oleanderväxtart som beskrevs av Monachino. Aspidosperma glaucum ingår i släktet Aspidosperma och familjen oleanderväxter. Inga underarter finns listade i Catalogue of Life.